# Косих
Коси́х — село в Україні, у Кирилівській селищній громаді Мелітопольського району Запорізької області. Населення становить 159 осіб. До 2017 року орган місцевого самоврядування — Охрімівська сільська рада.

## Географія
Село Косих розташоване на півострові, утвореному Утлюцьким та Молочним лиманами, за 2 км розташоване село Охрімівка та за 3 км — село Лиманське. Через село проходить автошлях територіального значення Т 0820.

## Історія
Село засноване 1809 року.
3 липня 2017 року Охрімівська сільська рада, в ході децентралізації, об'єднана з Кирилівською селищною громадою.
17 липня 2020 року, в результаті адміністративно-територіальної реформи та ліквідації Якимівського району, село увійшло до складу Мелітопольського району.

## Населення

### Мова
Розподіл населення за рідною мовою за даними перепису 2001 року:
| Мова       | Кількість | Відсоток |
| ---------- | --------- | -------- |
| українська | 115       | 72.33%   |
| російська  | 43        | 27.04%   |
| білоруська | 1         | 0.63%    |
| Усього     | 159       | 100%     |

## Галерея

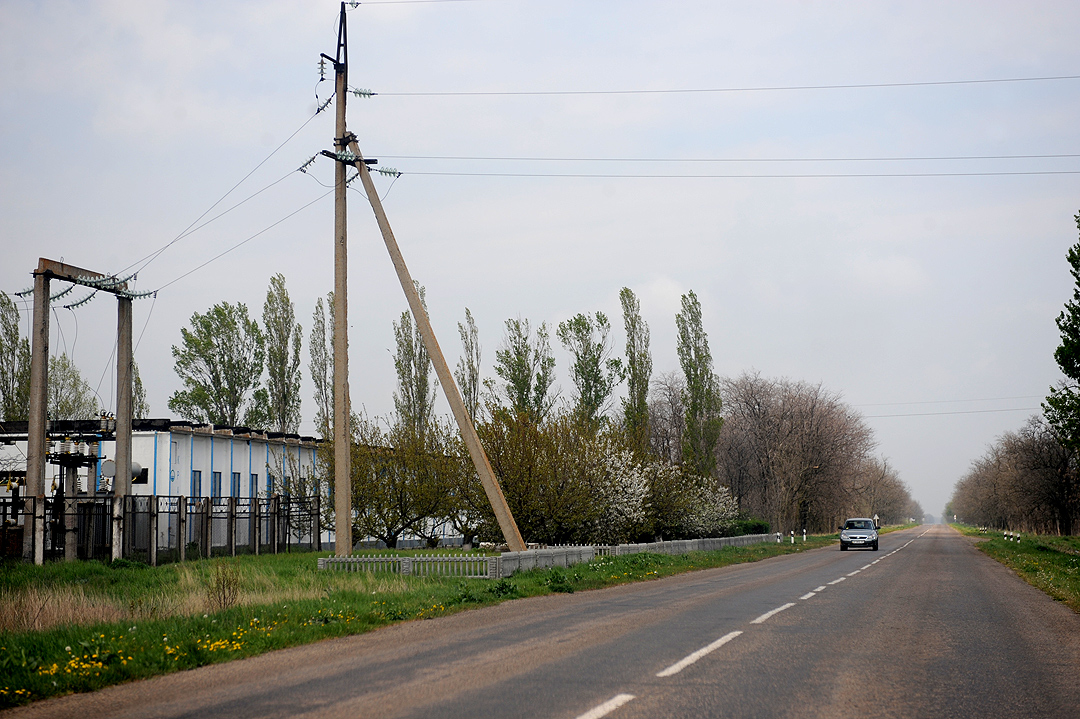
Насосна станція на зрошувальному каналі
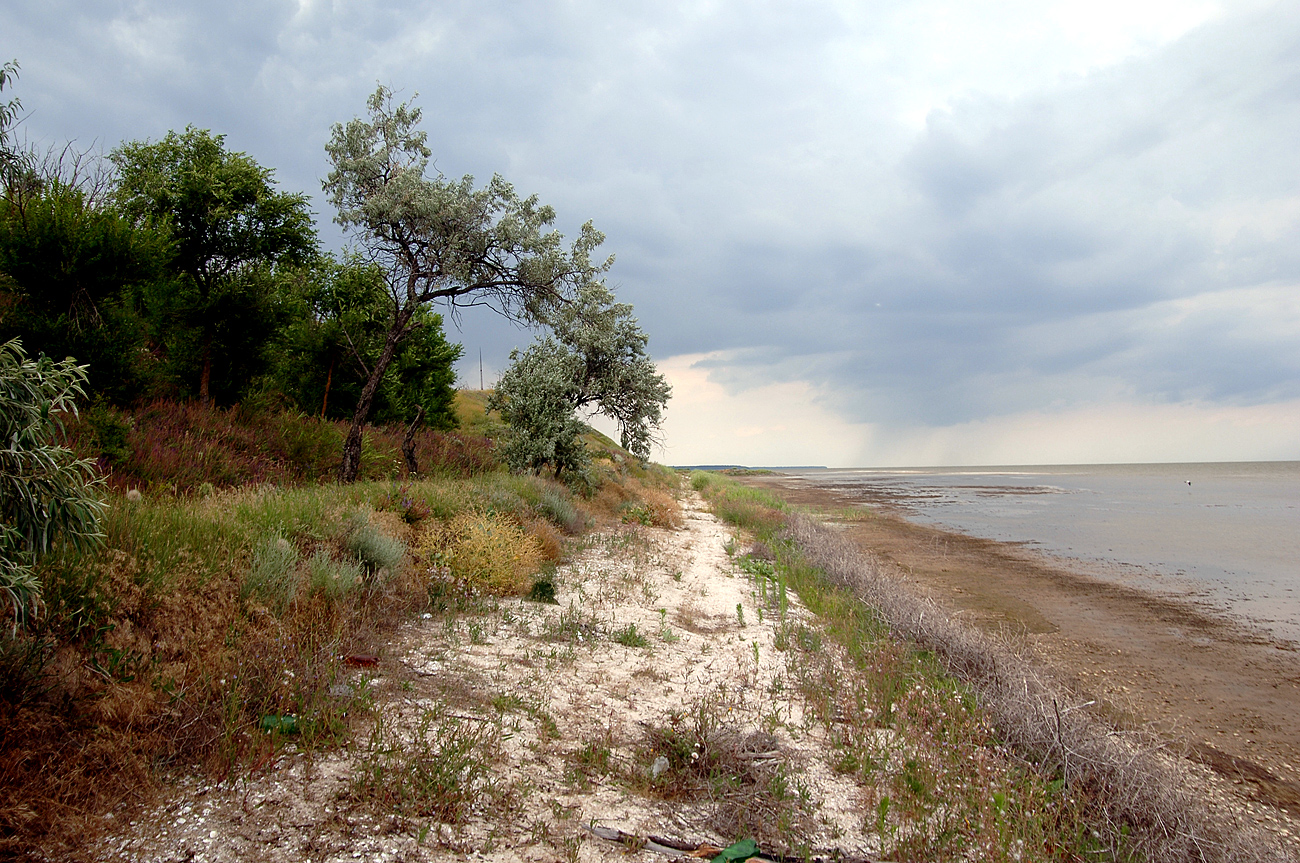
Молочний лиман біля села
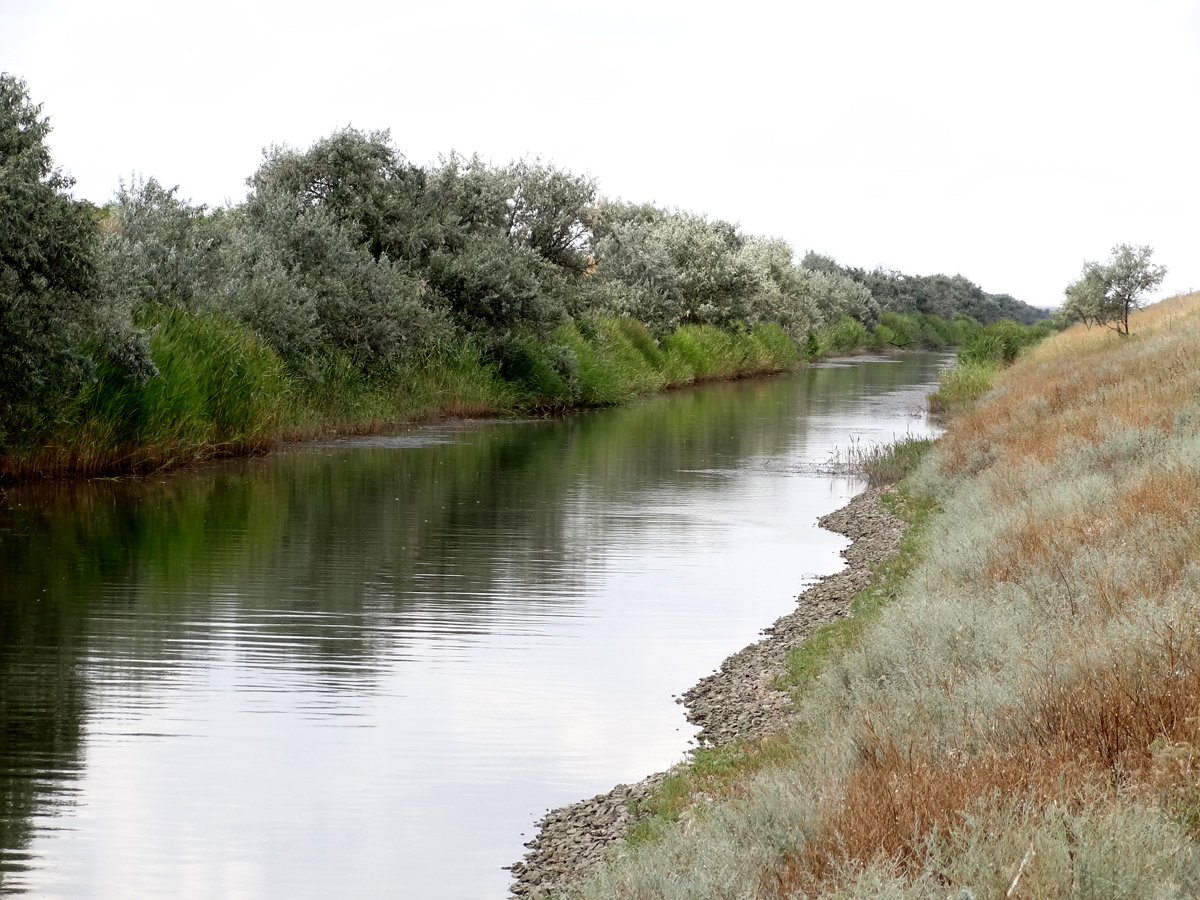
Канал уздовж берега Утлюцького лиману